# The big one
The big one es el 59.º episodio de la serie de televisión norteamericana Gilmore Girls.

## Resumen del episodio
Con motivo del bicentenario de Chilton, el director Charleston les asigna a Rory y a Paris para que ambas den el discurso. Aunque Paris sigue algo molesta por lo de Francie, va a casa de Rory para poder armar el discurso. Paris le cuenta a Rory que ella y Jamie tuvieron sexo el día anterior y le pregunta si a ella le pasó con Jess o con Dean y Rory lo niega; esto hace que Lorelai se sienta bien por su hija. Kirk se está dedicando a ser cartero, aunque con desastrosos resultados; camino hacia la casa de sus padres, Lorelai se encuentra en una farmacia de Hartford con Max. Sookie tiene un extraño comportamiento, sobre todo con la comida, y pronto descubre que está embarazada, aunque Jackson se preocupa sobre cómo hará para poder mantener al nuevo bebe. Ya en el día del bicentenario, Rory espera a que Paris llegue; momentos después ella aparece pero no da su parte del discurso, sino cuenta sobre la negación de su entrada a Harvard y su pérdida de la virginidad. Rory intenta calmar a Paris y le dice que si no la aceptaron en Harvard, puede empezar en otra universidad. Cuando Lorelai se vuelve a encontrar con Max, ahora en Chilton, intenta explicar por qué no se casó con él, aunque después ambos se besan. Finalmente, Rory recibe las solicitudes de ingreso de más de una universidad.

## Curiosidades
- Cuando el director se desconecta de la comunicación, es imposible que Rory y Paris hayan seguido hablando.
- Tras el discurso, Paris afirma que 5 generaciones Geller fueron a Harvard, pero en Rory's birthday parties, dijo que fueron 10 generaciones.

- Datos: Q6145542